# Кривенькое
Кривенькое (укр. Кривеньке) — село в Гусятинской поселковой общине Чортковского района Тернопольской области Украины.
Население по переписи 2001 года составляло 529 человек. Почтовый индекс — 48561. Телефонный код — 3552.